# Ovatipsa chinensis
Ovatipsa chinensis, tên tiếng Anh: Chinese cowrie, là một loài cowry, a ốc biển, là động vật thân mềm chân bụng sống ở biển trong họ Cypraeidae, họ ốc sứ.
This species is found throughout Ấn Độ Dương and Thái Bình Dương, in waters deeper than 40 foot. The Chinese cowry is active at night and hides in cracks and crevices during the day.

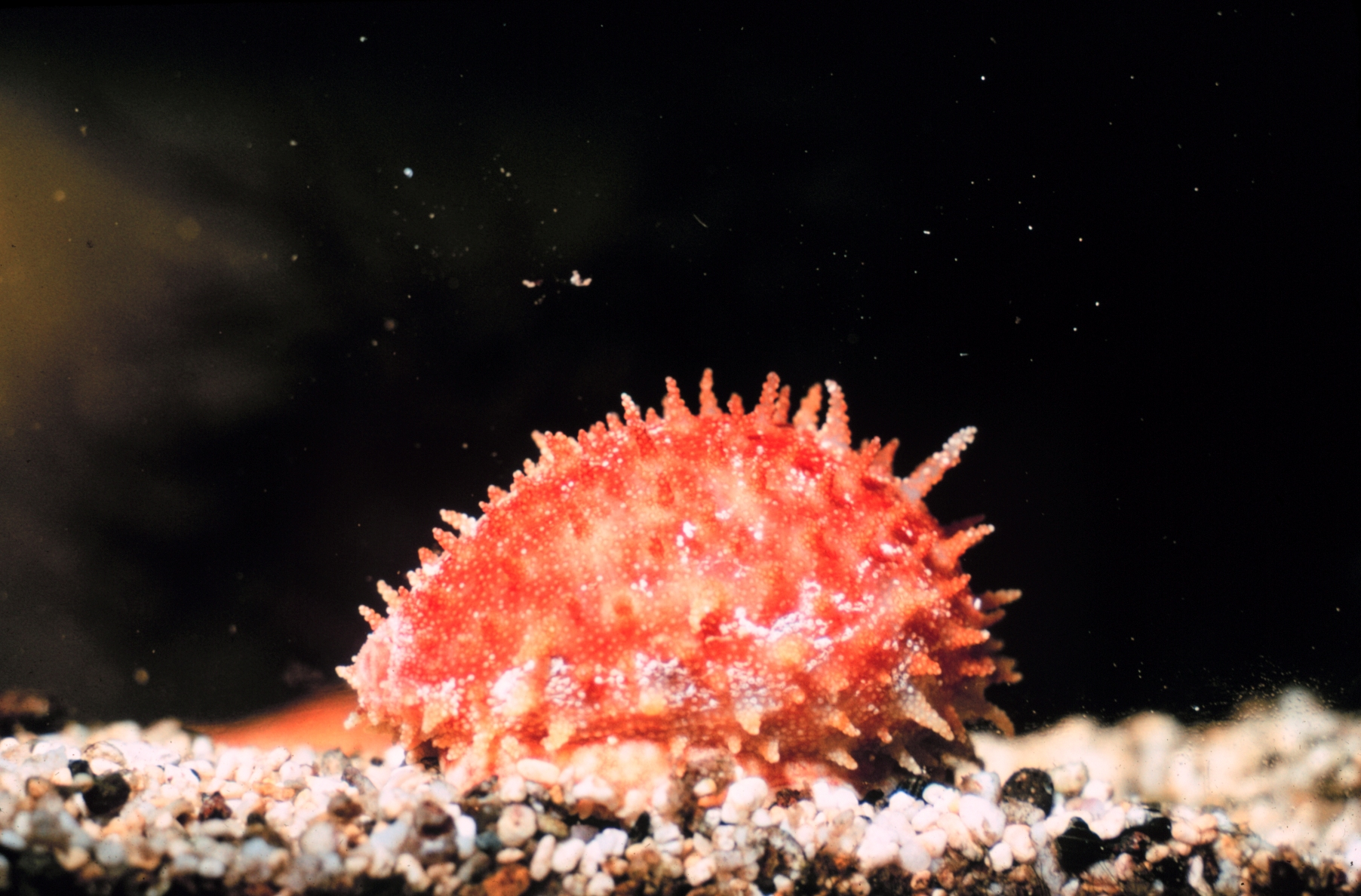
Ovatipsa chinensis with its mantle fully extended

The following subspecies have been recognized:
- Ovatipsa chinensis chinensis (Gmelin, 1791)
- Ovatipsa chinensis variolaria (Lamarck, 1810)
- Ovatipsa chinensis violacea (Rous, 1905)

## Hình ảnh

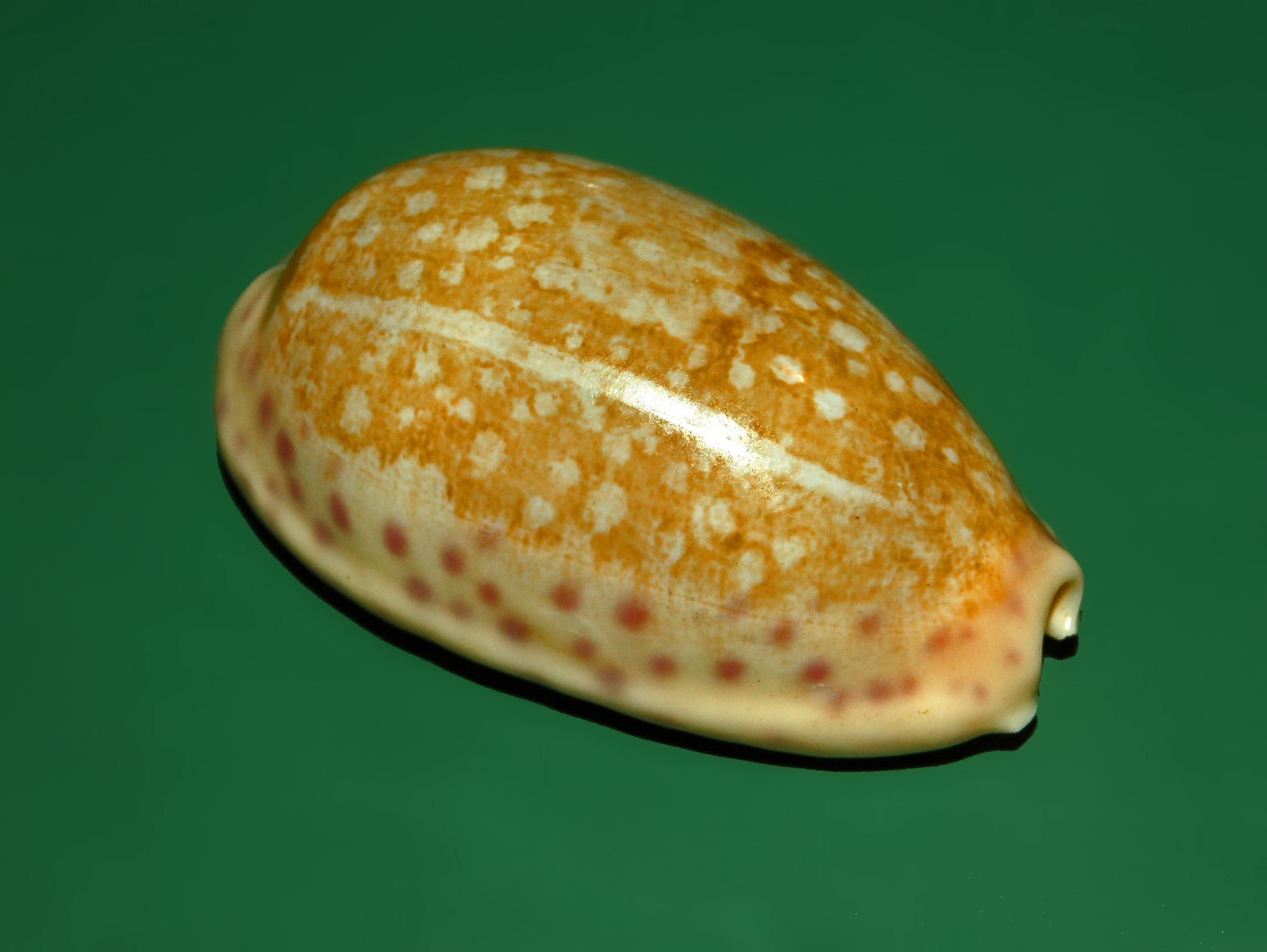
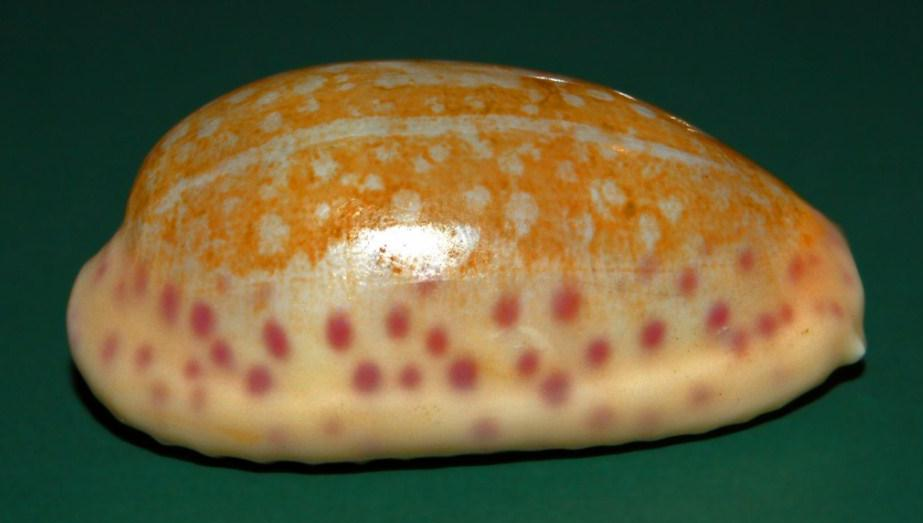